# ビーグル (小惑星)
ビーグル (656 Beagle) は小惑星帯に位置する小惑星である。ハイデルベルクでアウグスト・コプフによって発見された。
チャールズ・ダーウィンの乗船したビーグル号にちなんで命名された。